# Monydata
AT&T Monydata, conhecida anteriormente por Monydata Teleinformática, é uma fabricante de microcomputadores de São Paulo fundada em 1984, sendo uma das três maiores fabricantes do Brasil em 1995. A empresa fazia parte da Moinho Santista Indústrias Gerais, mas teve 85% do capital vendido para a AT&T Global Information Solutions Brasil.

## Histórico
A Monydata Teleinformática foi criada em 1984 em São Paulo, sendo parte da  Moinho Santista Indústrias Gerais.
Em 1993, a Monydata registrou o crescimento de 25%, com o faturamento de US$ 30 milhões.
Em maio de 1994, a Monydata anunciou 16 computadores para as linhas Entry, Station, Módula e Executive, uma nova família de miniservidores, um micro multimídia e um novo subnotebook. Em junho, o Laboratório de Sistemas Digitais, do convênio da Universidade de São Paulo com a Folha de S.Paulo, avaliou o computador Station 90 como tendo bom desempenho. Em agosto, lançou sete microcomputadores.
Em janeiro de 1995, 85% da Monydata foi vendida por US$ 6 milhões para a AT&T Global Information Solutions Brasil em uma tentativa da empresa de entrar no mercado brasileiro. A empresa passou a chamar-se AT&T Monydata. Felipe Gomez Perez, antigo presidente, passou a ser o diretor-presidente da empresa e manteve o restante do capital. Na época da mudança, a Monydata possuia 150 funcionários e duas fábricas (São Paulo e Manaus). Além disso, possuia 20 modelos de microcomputadores diferentes e havia produzido 120 mil unidades.